# Lophuromys simensis
Lophuromys simensis — вид гризунів родини мишевих (Muridae).

## Таксономічні примітки
Таксон відокремлено від L. brunneus.

## Поширення
Ефіопія.